# Championnat des Antilles néerlandaises de football 2001-2002
Navigation
Saison précédente Saison suivante
La saison 2001-2002 du Championnat des Antilles néerlandaises de football est la trente-huitième édition de la Kopa Antiano, le championnat des Antilles néerlandaises. Les deux meilleures équipes de Curaçao et de Bonaire se rencontrent lors d'un tournoi inter-îles. 
C'est le champion de Curaçao, le CSD Barber qui remporte la compétition après avoir battu en finale l'autre représentant curacien, le Sport Unie Brion-Trappers. Il s’agit du tout premier titre de champion des Antilles néerlandaises de l’histoire du club.

## Compétition
Le barème utilisé pour établir les différents classements est le suivant :
- Victoire : 3 points
- Match nul : 1 point
- Défaite : 0 point

### Championnat de Curaçao

#### Phase régulière
| Rang | Équipe                    | Pts | J  | G  | N | P  | Bp | Bc | Diff |
| ---- | ------------------------- | --- | -- | -- | - | -- | -- | -- | ---- |
| 1    | CSD Barber                | 38  | 18 | 11 | 5 | 2  | 42 | 12 | +30  |
| 2    | CRKSV Jong ColombiaT      | 38  | 18 | 11 | 5 | 2  | 27 | 12 | +15  |
| 3    | RKVFC Sithoc              | 32  | 18 | 9  | 5 | 4  | 23 | 11 | +12  |
| 4    | Sport Unie Brion-Trappers | 30  | 18 | 8  | 6 | 4  | 16 | 13 | +3   |
| 5    | CRKSV Jong Holland        | 23  | 18 | 7  | 2 | 9  | 23 | 22 | +1   |
| 6    | UD Banda Abou             | 22  | 18 | 5  | 7 | 6  | 18 | 17 | +1   |
| 7    | Deportivo Santa Cruz      | 22  | 18 | 5  | 7 | 6  | 21 | 24 | -3   |
| 8    | RKSV Centro Dominguito    | 16  | 18 | 4  | 4 | 10 | 15 | 25 | -10  |
| 9    | SV Victory Boys           | 16  | 18 | 4  | 4 | 10 | 12 | 30 | -18  |
| 10   | SV Hubentut Fortuna       | 9   | 18 | 2  | 3 | 13 | 10 | 41 | -31  |

|  | Qualification pour le Kaya 6                     |
|  | Participation au barrage de promotion-relégation |
|  | T : Tenant du titre                              |

#### Kaya 6
| Rang | Équipe                    | Pts | J | G | N | P | Bp | Bc | Diff |  | Résultats (▼ dom., ► ext.) | Bar | Ban | JHo | SUBT | Sit | JCo |
| ---- | ------------------------- | --- | - | - | - | - | -- | -- | ---- |  | -------------------------- | --- | --- | --- | ---- | --- | --- |
| 1    | CSD Barber                | 11  | 5 | 3 | 2 | 0 | 13 | 5  | +8   |  | CSD Barber                 |     |     |     | 1-1  | 0-0 | 5-0 |
| 2    | UD Banda Abou             | 8   | 5 | 2 | 2 | 1 | 6  | 5  | +1   |  | UD Banda Abou              | 2-4 |     |     |      | 1-0 |     |
| 3    | CRKSV Jong Holland        | 7   | 5 | 2 | 1 | 2 | 7  | 5  | +2   |  | CRKSV Jong Holland         | 2-3 | 0-0 |     |      | 1-2 | 1-0 |
| 4    | Sport Unie Brion-Trappers | 5   | 5 | 1 | 2 | 2 | 4  | 6  | -2   |  | Sport Unie Brion-Trappers  |     | 0-2 | 0-3 |      | 3-0 |     |
| 5    | RKVFC Sithoc              | 5   | 5 | 1 | 2 | 2 | 2  | 5  | -3   |  | RKVFC Sithoc               |     |     |     |      |     |     |
| 6    | CRKSV Jong ColombiaT      | 3   | 5 | 0 | 3 | 2 | 1  | 7  | -6   |  | CRKSV Jong ColombiaT       |     | 1-1 |     | 0-0  | 0-0 |     |

|  | Qualification pour le Kaya 4 |
|  | T : Tenant du titre          |

#### Kaya 4
| Rang | Équipe                    | Pts | J | G | N | P | Bp | Bc | Diff |  | Résultats (▼ dom., ► ext.) | Bar | SUBT | Ban | JHo |
| ---- | ------------------------- | --- | - | - | - | - | -- | -- | ---- |  | -------------------------- | --- | ---- | --- | --- |
| 1    | CSD Barber                | 9   | 3 | 3 | 0 | 0 | 6  | 1  | +5   |  | CSD Barber                 |     | 4-1  | 1-0 | 1-0 |
| 2    | Sport Unie Brion-Trappers | 4   | 3 | 1 | 1 | 1 | 4  | 6  | -2   |  | Sport Unie Brion-Trappers  |     |      | 1-1 | 2-1 |
| 3    | UD Banda Abou             | 2   | 3 | 0 | 2 | 1 | 1  | 2  | -1   |  | UD Banda Abou              |     |      |     | 0-0 |
| 4    | CRKSV Jong Holland        | 1   | 3 | 0 | 1 | 2 | 1  | 3  | -2   |  | CRKSV Jong Holland         |     |      |     |     |

|  | Qualification pour la Kopa Antiano et la finale |
|  | T : Tenant du titre                             |

#### Finale
| 14 juin 2002 | CSD Barber | 2 - 1 a.p. | Sport Unie Brion-Trappers | Ergilio Hato Stadion, Willemstad |  |
|              |            |            |                           |                                  |  |

### Championnat de Bonaire

#### Phase régulière
| Rang | Équipe             | Pts | J  | G | N | P | Bp | Bc | Diff |
| ---- | ------------------ | --- | -- | - | - | - | -- | -- | ---- |
| 1    | SV EstrellasT      | 24  | 11 | 7 | 3 | 1 | 29 | 12 | +17  |
| 2    | Atlétiko Tera Kòrá | 20  | 12 | 6 | 2 | 4 | 22 | 14 | +8   |
| 3    | Real Rincon        | 19  | 12 | 5 | 4 | 3 | 30 | 17 | +13  |
| 4    | SV Uruguay         | 16  | 11 | 4 | 4 | 3 | 15 | 15 | 0    |
| 5    | SV Juventus        | 12  | 12 | 3 | 3 | 5 | 16 | 24 | -8   |
| 6    | SV Vespo           | 10  | 12 | 3 | 1 | 8 | 13 | 23 | -10  |
| 7    | SV Vitesse         | 10  | 11 | 3 | 1 | 7 | 12 | 32 | -20  |

|  | Qualification pour le Kaya 4 |
|  | T : Tenant du titre          |

#### Kaya 4
| Rang | Équipe                 | Pts | J | G | N | P | Bp | Bc | Diff |  | Résultats (▼ dom., ► ext.) | Rea | Est | Atl |
| ---- | ---------------------- | --- | - | - | - | - | -- | -- | ---- |  | -------------------------- | --- | --- | --- |
| 1    | Real Rincon            | 6   | 2 | 2 | 0 | 0 | 4  | 0  | +4   |  | Real Rincon                |     | 1-0 | 3-0 |
| 2    | SV EstrellasT          | 3   | 2 | 1 | 0 | 1 | 5  | 1  | +4   |  | SV EstrellasT              |     |     | 5-0 |
| 3    | Atlétiko Tera Kòrá     | 0   | 2 | 0 | 0 | 2 | 0  | 8  | -8   |  | Atlétiko Tera Kòrá         |     |     |     |
| 4    | SV Uruguay disqualifié |     |   |   |   |   |    |    |      |  |                            |     |     |     |

|  | Qualification pour la Kopa Antiano et la finale |
|  | T : Tenant du titre                             |

#### Finale
| Équipe 1        | Résultat | Équipe 2    |
| --------------- | -------- | ----------- |
| 'SV EstrellasT' | 1 - 0    | Real Rincon |

### Kopa Antiano
Les quatre clubs qualifiés (SV Estrellas et Real Rincon pour Bonaire, CSD Barber et Sport Unie Brion-Trappers pour Curaçao) sont regroupés au sein d'une poule unique où chaque équipe rencontre les deux formations de l'autre île. Les deux premiers de la poule se qualifient pour la finale du championnat.

#### Phase de poule
| Rang | Équipe                    | Pts | J | G | N | P | Bp | Bc | Diff |  | Résultats (▼ dom., ► ext.) | SUBT | Bar | Rea | Est |
| ---- | ------------------------- | --- | - | - | - | - | -- | -- | ---- |  | -------------------------- | ---- | --- | --- | --- |
| 1    | Sport Unie Brion-Trappers | 6   | 2 | 2 | 0 | 0 | 3  | 0  | +3   |  | Sport Unie Brion-Trappers  |      |     |     |     |
| 2    | CSD Barber                | 4   | 2 | 1 | 1 | 0 | 4  | 1  | +3   |  | CSD Barber                 |      |     | 1-1 | 3-0 |
| 3    | Real Rincon               | 1   | 2 | 0 | 1 | 1 | 1  | 2  | -1   |  | Real Rincon                | 0-1  |     |     |     |
| 3    | SV Estrellas              | 0   | 2 | 0 | 0 | 2 | 0  | 5  | -5   |  | SV Estrellas               | 0-2  |     |     |     |

#### Finale
| 27 septembre 2002 | CSD Barber | 1 - 0 a.p. | Sport Unie Brion-Trappers | Ergilio Hato Stadion, Willemstad |  |
|                   |            |            |                           |                                  |  |

## Bilan de la saison
| Championnat des Antilles néerlandaises de football 2001-2002 |                           |
| Champion                                                     | CSD Barber (1er titre)    |
| Qualifications continentales                                 |                           |
| CFU Club Championship 2003                                   | CSD Barber                |
| CFU Club Championship 2003                                   | Sport Unie Brion-Trappers |
| Promotions et relégations                                    |                           |
| Promus en Kopa Antiano                                       | Aucun                     |
| Relégués                                                     | Aucun                     |